# 學甲寮慈照宮
學甲寮慈照宮位於臺灣臺南市學甲區，是主祀保生大帝的廟宇，也是學甲十三庄學甲寮庄頭中的學甲寮聚落角頭庄廟，同時在學甲慈濟宮代表選區，屬於東北郊選區，因此也是慈濟宮上白礁與刈香的基本參加廟宇之一。

## 沿革
清代學甲寮與附近的西平寮兩聚落的居民共同奉祀分靈自學甲慈濟宮的保生大帝，但當時並未建廟，只是在神明聖誕時搭建簡陋竹架放置牲禮祭拜。
二次大戰後，學甲寮仕紳於民國57年（1968年）發起建廟，後於民國60年（1971年）落成。

## 奉祀神祇
慈照宮主祀保生大帝，此外廟內亦祀奉謝府元帥、中壇元帥、虎爺等神祇。

## 其他
據說學甲寮慈照宮最初雕刻之開基神像尺寸高大，雕刻完成後學甲寮庄內事故頻傳，經請示神意後，得知原因是神像尺寸過大，大於慈濟宮開基神像。因此與學甲慈濟宮舊四大帝神像交換，故現今慈照宮的神像為學甲慈濟宮開基四大帝，而慈照宮的開基神像則供奉於慈濟宮內。
而在學甲上白礁祭典中，據說因為此神像交換一事，所以慈照宮神轎被安排於隊伍最後「押後」。另外由於慈濟宮採用輦宮出巡，無法給信徒躦轎腳，故此任務便交由慈照宮神轎進行。

## 圖集

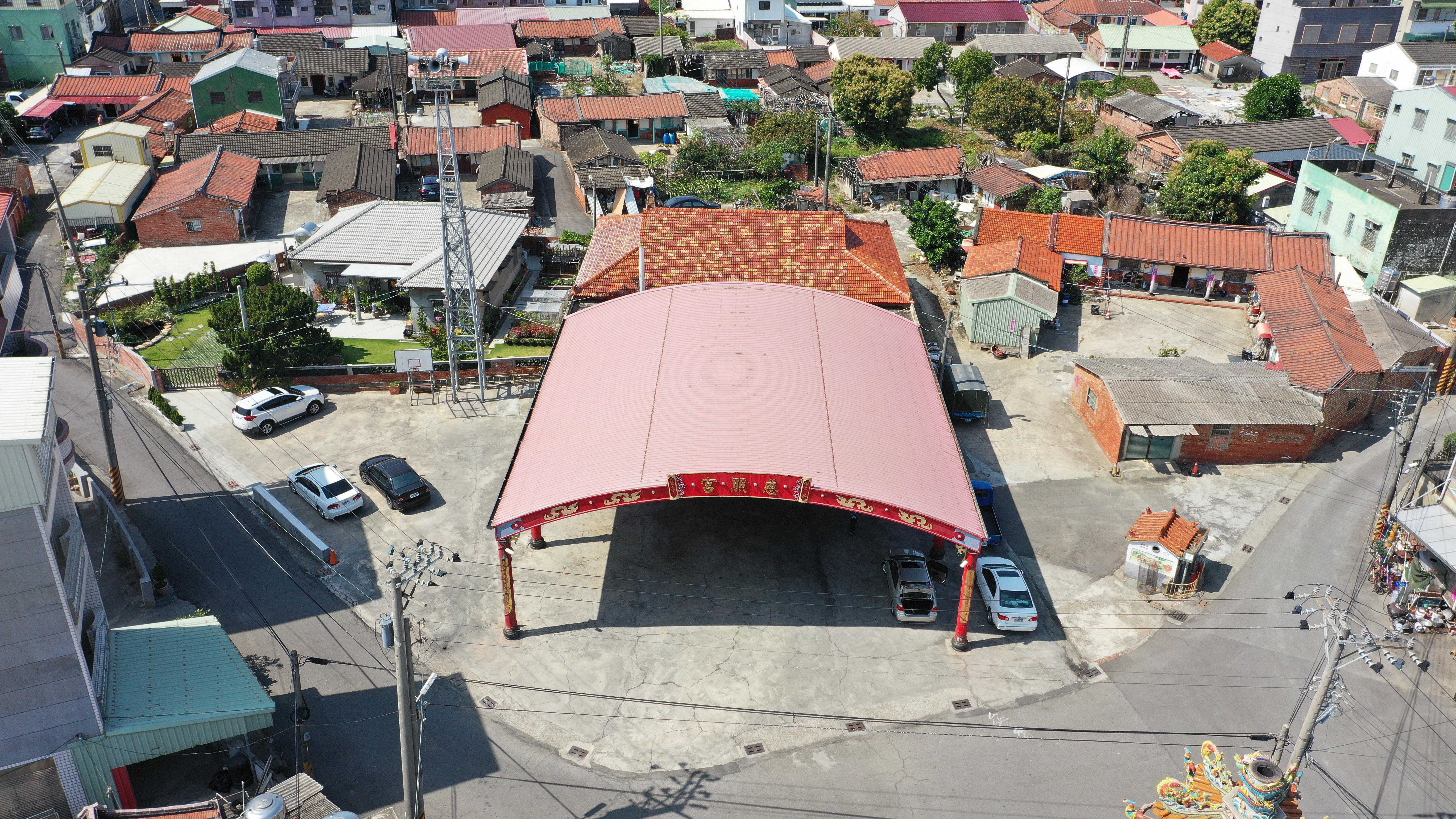
學甲寮慈照宮-正面空照
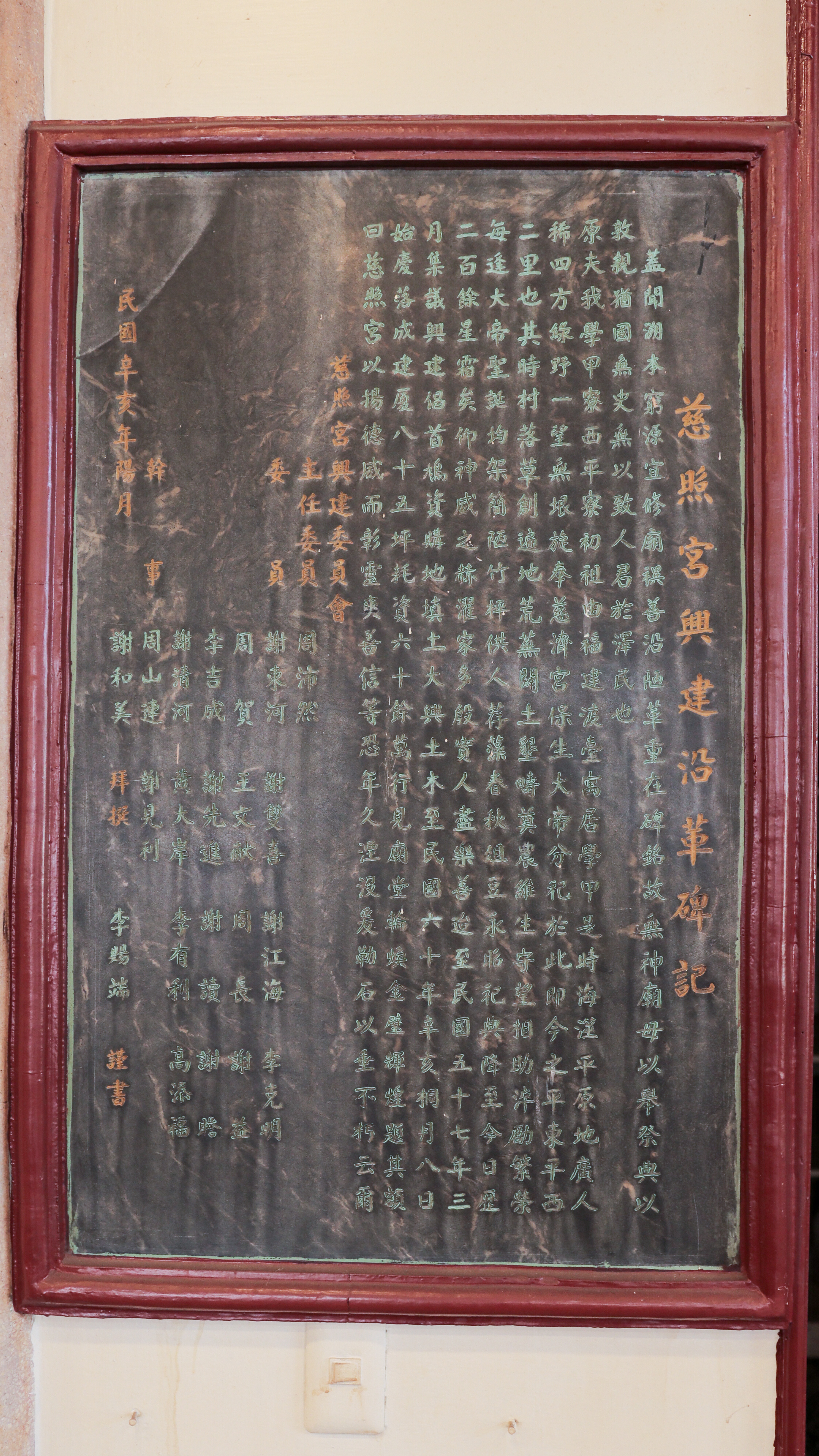
學甲寮慈照宮-沿革紀念碑
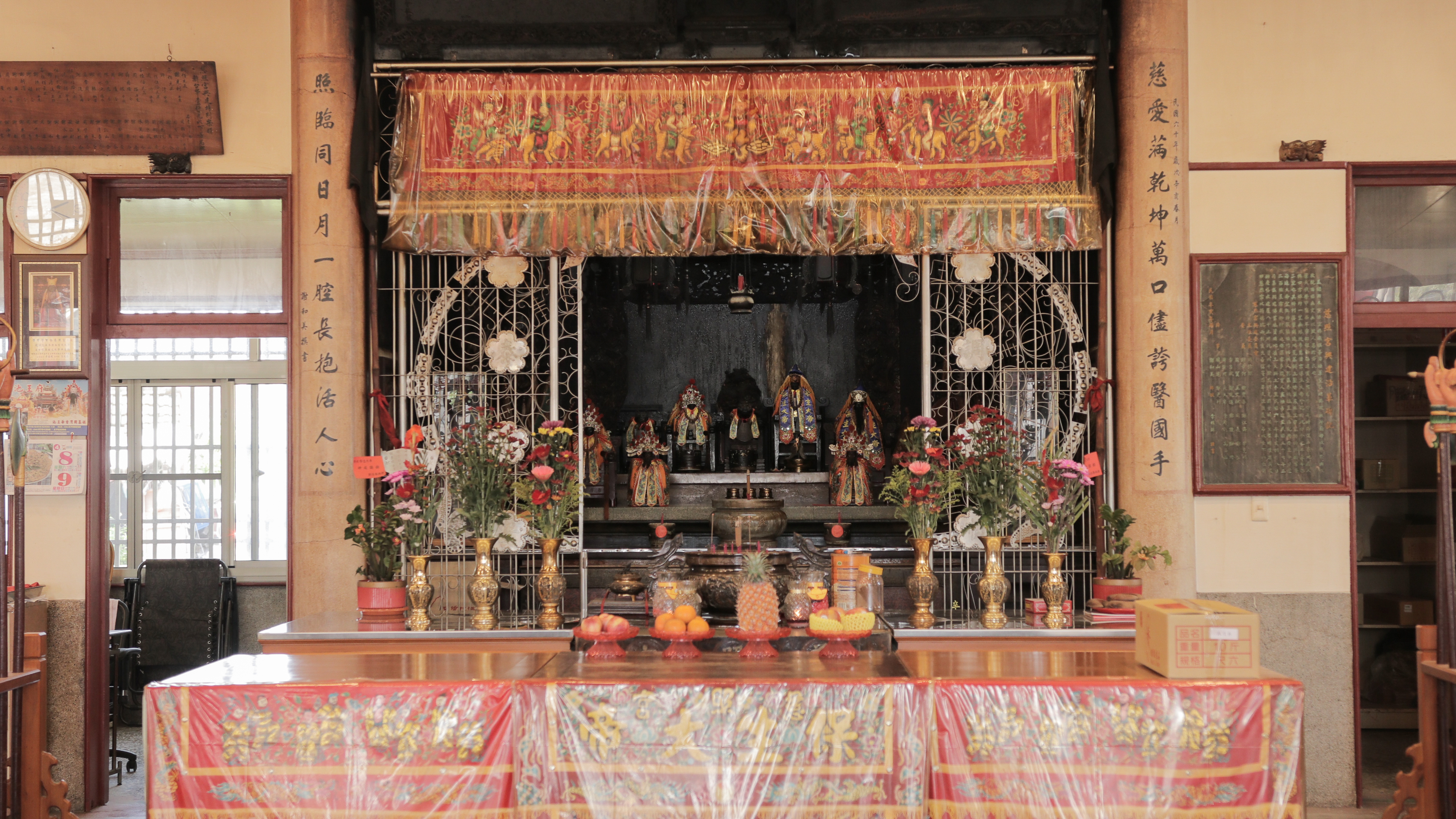
學甲寮慈照宮-神龕